# Super Bomberman R 2
Super Bomberman R 2 es un videojuego de acción, y es la secuela de Super Bomberman R, desarrollado por Konami y HexaDrive. Se reveló y anunció por primera vez en el Nintendo Direct Mini: Partner Showcase el 28 de junio de 2022. El juego se lanzó el 13 de septiembre de 2023 en varias plataformas y conmemora el 40.º aniversario de la franquicia.

## Argumento
Una gigantesca luna negra robótica, gobernada por una nueva especie, amenaza con destruir el Planeta Bomber. Los 8 Bomberman Bros y sus nuevos amigos deben unirse para detener a los nuevos monstruos y a su líder.

## Desarrollo y Lanzamiento
El juego se presentó en el Tokyo Game Show 2022, del 15 al 18 de septiembre. Super Bomberman R 2 también tuvo un evento especial el 17 de septiembre con el Modo Castillo. También se ofrecieron bolsas ecológicas con motivos de Super Bomberman R 2 a quienes lo jugaron.
El juego se promocionó junto con el lanzamiento de BomberPino a través de una campaña conmemorativa del 9 de octubre al 23 de noviembre de 2023.